# Úpská hrana
Úpská hrana je název pro horní okraj srázu v nadmořské výšce okolo 1400 metrů nad Úpskou jámou v Krkonoších na území Pece pod Sněžkou.

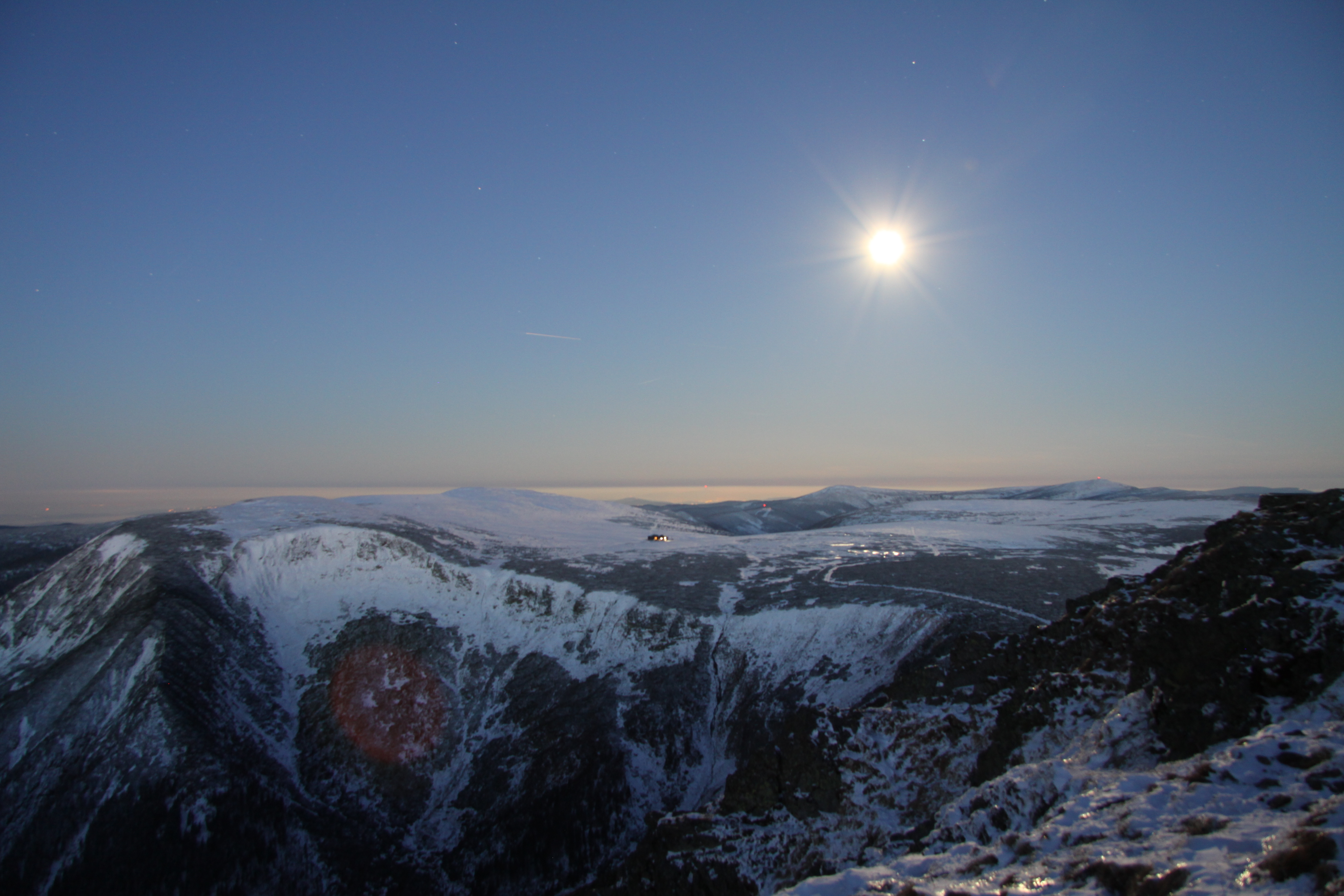
Úpská hrana ze Sněžky

## Poloha
Úpská hrana se nachází v blízkosti česko-polské státní hranice nad severním a severozápadním svahem Úpské jámy v prostoru mezi Obřím sedlem a severním svahem Studniční hory. Jedná se o terénní hranu na samém okraji náhorní plošiny rozkládající se mezi Sněžkou, Studniční horou, Luční horou a Stříbrným návrším odkud reliéf velmi prudce padá do Úpské jámy. Nachází se v části Krkonošského národního parku, kam z důvodu ochrany přírody není povolen vstup. Nicméně je dobře viditelná z turistické cesty vedoucí od Luční boudy na Sněžku a označena cedulí. Stejně tak je dobře viditelná z okolních vyhlídkových bodů i z Obřího dolu.

## Geologie a geomorfologie
Úpská hrana vznikla v době čtvrtohorního zalednění, které v pohoří vyzdviženému v období mladších třetihor vyhloubilo četná ledovcová údolí. Geomorfologicky hrana spadá do krkonošského podcelku Krkonošské hřbety, okrsku Slezský hřbet a podokrsku Východní Slezský hřbet.

## Vodstvo
Nad severozápadním okrajem Úpské hrany se rozkládá Úpské rašeliniště, kde pramení Úpa a její první významnější přítok Úpička. Oba toky přepadávají přes hranu do Úpské jámy a vytvářejí Horní úpský vodopád a Vodopád Úpičky, které jsou jedněmi z nejvyšších vodopádů Krkonoš i celé České republiky.